# Jean Brière de L'Isle
Pour les articles homonymes, voir Brière et L'Isle.
Jean Brière de L'Isle, né le 15 avril 1913 à Faranah (Guinée) et mort en 1993, est un homme politique français.

## Biographie
On sait assez peu de choses sur Jean Brière de L'Isle, si ce n'est son état civil,.
Il est désigné pour siéger au Sénat de la Communauté.